# Чечень (городище)
Чечень — не локализованное позднесредневековое городище на Северном Кавказе, предположительно в низовьях реки Аргун (совр. Чечня). Описывается в одном архивном документе, т. н. «распросе» Русского царства от 12 [22] апреля 1665 года и вскользь упоминается в нескольких других документах того же периода. На возможность существования этого поселения обращали внимание М. А. Полиевктов, Е. Н. Кушева, В. Б. Виноградов и Т. С. Магомадова.

## Гипотеза
Возможно, в XVI веке в низовьях реки Аргун находился некий город Чечень, гипотезу о существовании данного поселения высказывали известные кавказоведы М. А. Полиевктов (1932), Е. Н. Кушева (1963, 1997), В. Б. Виноградов и Т. С. Магомадова (1972). Эти исследователи XX века предполагали, что Чечень мог быть острогом или крепостью Русского царства в период правления государя всея Руси Ивана Грозного — «Город Чечень был великих государей царей и великих князей росийских». Е. Н. Кушева высказывала предположение, что он мог быть поставлен во время длительных походов русских войск на Северный Кавказ в 1563 или 1566 годах, очевидно, с целью служить опорным пунктом в сношениях Москвы с Кахетинским царством. Также есть мнение, что Чечень мог быть временным поселением, т. н. «городком» гребенских казаков, вопрос о времени и месте расселения которых в XVI веке точно не выяснен.
Историк Т. А. Исаева считает, что «наименование» города и острова Чечень зафиксировано в XVII веке как место «постоянного и длительного пребывания там чеченцев в предшествовавшие XVII веку времена».

## Локализация
Городище Чечень находилось на не локализованной ныне реке Чечень — возможно ручье или небольшой речке, впадающей в Аргун. Привязка к окружающим Чечень известным территориям — «от Терка [Сунженский острог в период именования его „Терки“] в полутретьех днищах [2,5 дня пути], а от Гребеней [Сунженский и/или Терский хребты] в полуднище [полдня пути]», а «до Туш [Тушетия] … днище езду [1 день езды]». Расстояния указаны согласно «„Распросу“ в Посольском приказе грузинского митрополита Епифания …». Некоторые комментарии по соответствию географических названий и архаических терминов из «распроса» сделаны Е. Н. Кушевой, которая называла селение не «Чечень», а «Чечен». Существуют и другие сведения о расчётах дней пути на этих территориях: от Тушетии до Терка — 7 дней, от Тушетии до Шибутцкой землицы (нахское объединение в низовьях Аргуна, предположительно, рядом с этой «землицей» располагался заброшенный город Чечень) — 2 дня.